# 铜官山街道
铜官山街道曾是中国安徽省铜陵市铜官山区下辖的一个乡镇级行政单位，于2010年7月撤销。

## 行政区划
撤销前的铜官山街道共辖以下地区：
长江社区、商南社区、人东社区、笔架山社区、友好社区、解西社区、绿云社区、劳动社区、阳光社区。